# Intoxicació
La intoxicació o enverinament és un tipus de malaltia deguda a l'exposició a una substància tòxica, sigui sintètica o bé creada per un ésser viu (bacteri, fong…), normalment per ingestió o inhalació. Pot donar-se per una exposició aguda o crònica. A causa de la diversitat dels productes la classificació internacional de malalties mostra una gran quantitat de tipologies, així estrictament no hi ha un sol tipus d'intoxicació i a nivell de codificació s'hauria de fer referència a la codificació establerta.
Els enverinaments intencionats a altres persones són tipificats com a delicte en molts codis penals, llevat que sigui regulat per llei com un mètode d'execució de la pena capital. Tot i això aquesta mena de successos no són tan freqüents com les intoxicacions accidentals o voluntàries. La gravetat de la intoxicació depèn de la toxicitat del producte, de la via d'introducció, de la dosi ingerida i de l'edat de la víctima. Segons el producte i la dosi ingerida, poden produir, entre d'altres, alteracions de la consciència, problemes cardiorespiratoris, convulsions i lesions hepàtiques i renals.

## Intoxicacions voluntàries
L'ús de fàrmacs i substàncies psicoactives, entre elles l'alcohol, per al seu ús recreatiu pot conduir a intoxicacions més o menys severes. L'exposició repetida i crònica a aquesta mena de substàncies pot causar danys bé en les capacitats cognitives, com també al fetge, encarregat de la desintoxicació de l'organisme.

## Productes químics
Els productes químics, bé d'origen natural com sintètics són responsables d'algunes intoxicacions accidentals. Molts productes de neteja i d'ús industrial són corrosius o nocius. En general, són irritants per al tub digestiu; produeixen dolor abdominal i, a vegades, diarrea. No obstant això, en alguns casos constitueixen una amenaça greu: els càustics (p. ex., desembussadors, desincrustants, decapants, lleixiu), produeixen cremades a la boca i en les vies digestives, i els escumants poden provocar asfíxia si l'escuma envaeix els aparells digestius i respiratoris. També són perillosos altres productes químics d'ús domèstic (p. ex.: trementina, aiguarràs, amoníac), que originen greus trastorns digestius, cardiorespiratoris i neurològics, així com els herbicides, insecticides, fungicides i rodenticides. Algunes de les intoxicacions per medicaments més perilloses són les causades per benzodiazepines, analgèsics, antidepressius, barbitúrics i principis actius contra els trastorns cardíacs.

## Toxines alimentàries
Les intoxicacions alimentàries són un problema clàssicament abordat per la salut pública i són controlades en sistemes de vigilància epidemiològica en la pràctica majoria dels països desenvolupats. Tot i això en països amb sistemes sanitaris deficients, bé per causes polítiques o de catàstrofes naturals on les prioritats solen ser les de l'abastiment d'aigua i aliments, els esforços per a controlar aquestes patologies solen ser molt menor i l'impacte d'aquestes malalties en la salut comunitària és molt major i sovint acompanyades de dades epidemiològiques incompletes o insuficients. La situació epidemiològica als EUA entre 1993 i 1997 mostrà una taxa d'incidència deguda a intoxicacions alimentàries de 5,4 per 100.000 persones/any. A Catalunya, durant el mateix període la taxa d'incidència fou de 24,3 per 100.000 persones/any.
Les intoxicacions d'origen alimentari són degudes a la proliferació o acumulació de microorganismes a l'interior dels aliments, bé sigui abans de la recol·lecció o durant la producció (p. ex.: acumulació d'algues tòxiques en bivalves durant les marees roges, o presència de la banya del sègol als cereals) o en els processos d'elaboració i emmagatzematge (p. ex.: la proliferació de Salmonel·la en derivats de l'ou per trencament de la cadena del fred). En tots aquests casos la proliferació microbiana va associada a la producció de toxines que són els responsables finals dels símptomes i danys ocasionats, no la simple presència del microorganisme. És per això que aquesta mena de patologies no són considerades com a infeccions i s'usa el terme més específic de toxiinfecció.
En altres casos la intoxicació no és deguda als aliments, sinó a la ingesta d'aigua no potabilitzada. És en aquest medi no tractat on els microorganismes o les seves toxines apareixen, ja siguin naturals o antròpics (normalment per abocaments d'aigües urbanes o industrials no prou tractades aigües amunt). Als Països Catalans, indret de reconeguda micofília, no cal menysprear les intoxicacions alimentàries degudes a la ingesta de bolets tòxics que no han estat degudament identificats.
Per acabar, cal dir que molts aliments poden rebre contribucions dels contaminants presents en l'ambient i de retruc aquests són acumulats a l'interior dels organismes que hi viuen. Tot i això les intoxicacions agudes degudes a la ingestió d'aliments contaminats són rares i els seus efectes apareixen al cap de molt de temps d'haver iniciat l'exposició. Els compostos associats amb aquestes intoxicacions solen ser metalls pesants i compostos orgànics de síntesi com els organoclorats, els bifenils i les dioxines.

### Agents biològics associats a intoxicacions alimentàries
| - Agents bacterians - Salmonella. - Campylobacter. - Shigella. - Escherichia coli. - Yersinia enterocolitica. - Listeria monocytogenes. - Staphylococcus aureus. - Clostridium perfringens. - Bacillus cereus. - Clostridium botulinum. - Vibrio cholerae. - Vibrio parahaemolyticus. - Aeromonas i Plesiomonas. | - Altres agents. - Toxines marines. - Biotoxines marines (dinoflagel·lats, cianobacteris...). - Amines biogèniques. Intoxicació per histamina. - Glutamat monosòdic. - Micotoxines. - Fongs tòxics (p. ex. farinera borda, reig bord, banya del sègol...) |